# Église Saint-Jean-l'Évangéliste de Tervueren
 (août 2025).
L'église Saint-Jean-l'Évangéliste (Sint-Jan-Evangelistkerk en néerlandais) est une église de style gothique et classique située sur le territoire de la commune belge de Tervueren, dans la province du Brabant flamand.

## Historique
L'église est classée comme monument historique depuis le 25 mars 1938.
Les tombes d'Antoine de Brabant, Jean IV de Brabant et Philippe de Saint-Pol se trouvaient dans cette église mais furent détruites lors de troubles religieux.
Les sept tombes situées sur le côté nord de l'église sont remarquables. Elles appartiennent à sept Congolais qui avaient été amenés à Tervuren pour l'Exposition universelle de 1897. 267 Congolais ont été ainsi amenés à Tervuren pour vivre dans trois "villages traditionnels" à Tervuren pendant la durée de l'exposition. Ekia, Gemba, Kitukwa, Mpeia, Zao, Samba et Mibange  n'ont pas survécu à l'été et ont été enterrés près de l'église.
Cette exposition était également une tentative du roi Léopold II de justifier le colonialisme dans ce qui était alors le Congo belge. Sept des Congolais emmenés - Ekia, Gemba, Kitukwa, Mpeia, Zao, Samba et Mibange - n'ont pas survécu à l'été et ont été enterrés dans l'église.

## Architecture

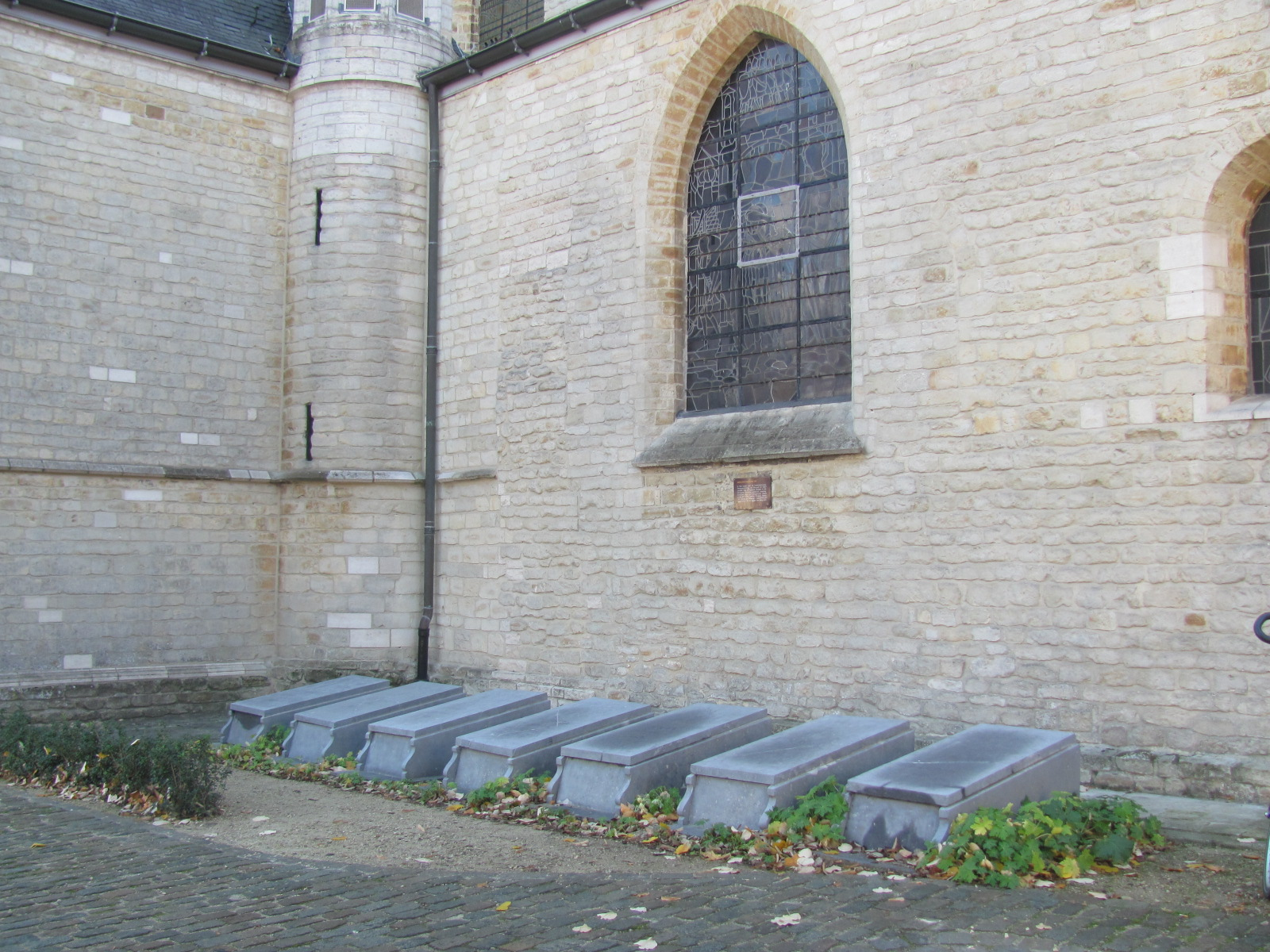
Tombes des 7 Congolais près de l'Église